# AlpenFlair
Das AlpenFlair-Festival auf dem alten NATO-Areal in Natz-Schabs in der Nähe der Stadt Brixen ist mit bis zu 40.000 Besuchern jährlich das größte Festival Südtirols. Das Musikfestival, das unter anderem Volkstümliche Musik, Schlager und Deutschrock zu verbinden versucht, geht auf die Initiative der Band Frei.Wild zurück und wird von einer gleichnamigen GmbH veranstaltet.

## Geschichte

### 2011
Das Festival geht auf eine sogenannte „Truckeinweihung“ zurück. Nachdem Frei.Wild mit ihrem Album Gegengift Platz zwei der deutschen Albumcharts erreichten und bei als „Gruppe Rock/Alternative (national)“ nominiert waren, ließen sie einen 40-Tonnen-Lkw anfertigen, der sie seitdem auf Tourneen begleitet. In diesem ist ein Museum. Die Einweihung erfolgte auf dem Festplatz im Zentrum von Natz vor ungefähr 3500 Fans. An diesem Tag trat neben Frei.Wild auch Raven Henley auf.

### 2012
2012 vergrößerte man das ursprünglich als einmaliges Event geplante Festival und gab ihm den Namen AlpenFlair. Das Festival sollte volkstümliche und Rockmusik vereinen. Am 22. Juni 2012 traten Schlagersänger Jürgen Drews, die Dancehall-Band 4twenty, Volxrock, Dorfrocker sowie Frei.Wild mit einer Unplugged-Show auf. Am zweiten Tag spielten The Baseballs, Bad Jokers, Frei.Wild sowie die Rammstein-Coverband Stahlzeit auf. Für Sonntag stand ein volkstümliches Rahmenprogramm auf dem Plan.

### 2013
2013 wurde das Festival ein weiteres Mal vergrößert. 2013 nahmen an wiederum drei Tagen etwa 22.000 Besucher teil. Damit entwickelte sich das Festival zum größten Musikfestival in Südtirol. Im Vorfeld gab es Probleme mit der Zusage von Heino, dessen Management mit Philipp Burgers rechter Vergangenheit konfrontiert wurde. Heino selbst gab an, nichts von dieser Band zu wissen und trat am Freitag auf der Hauptbühne des Festivals auf. In einem später veröffentlichten Statement bedankte er sich bei den Organisatoren und seinen Fans. Außerdem trat er auch bei den Nachfolgeveranstaltungen auf.
Line-up
- Freitag, 20. Juni 2013: Sin Deadly Sin, Ganes, Eisbrecher, Gunter Gabriel, Heino, Letzte Instanz, Doro
- Samstag, 21. Juni 2013: Enrichment, Fiddler’s Green, Emil Bulls, Frei.Wild, J.B.O.
- Sonntag, 22. Juni 2013: Volkstümliches Rahmenprogramm

### 2014
Das Festival fand 2014 vom 19. bis zum 22. Juni statt und wurde von ca. 30.000 Besuchern verfolgt. Es fand erstmals von Donnerstag bis Samstag statt. Dafür wurde auf den volkstümlichen Sonntag verzichtet. Das volkstümliche Rahmenprogramm lief deshalb während der gesamten drei Tage. Von 20:30 bis 23:00 blieb die Bühne leer. Stattdessen wurde das Spiel Deutschland – Ghana der Fußball-Weltmeisterschaft 2014 auf großer Leinwand in Live-Übertragung gezeigt.
- Donnerstag, 19. Juni 2014: Drone, BRDigung, Bad Jokers, Wilde Jungs, Down Below, Hämatom, Unantastbar
- Freitag, 20. Juni 2014: Mutz, Männer der Berge, Hannah, Die Dorfrocker, Paddy Murphy, Heino, Matthias Reim, Dirty Deeds, Sauguat (Bierzelt)
- Samstag, 21. Juni 2014: Reach Us Endorphine, Spitfire, Kissin’ Dynamite, Serum 114, Die Apokalyptischen Reiter, Sodom, Frei.Wild, Stahlzeit

Sonntag, 22. Juni 2014: Lausbuam (Bierzelt)

### 2015
Die vierte Ausgabe des Festivals fand vom 18. bis 21. Juni 2015 statt. Im Vorfeld sagte die als Headliner angekündigte Austropop-Gruppe Erste Allgemeine Verunsicherung nach Protesten von Fans einen Auftritt auf dem Festival ab.
- Donnerstag, 18. Juni 2015:
  - Flair Stage: Hangar X, One Last Legacy
  - Alpen Stage: KingKongsDeoroller, Merrick, Enorm, BRDigung, Kärbholz, Unantastbar, Alkbottle

- Freitag, 19. Juni 2015:
  - Flair Stage: Nora13, Gloomball, Rockwasser
  - Alpen Stage: Die Nachtschwärmer, Troglauer Buam, Kastelruther Spatzen, Männer der Berge, Heino, Gotthard, Metakilla

- Samstag, 20. Juni 2015:
  - Flair Stage: Steinhart, Scherf & Band, Protz
  - Enrichment, Fler, Hämatom, Eisbrecher, Sabaton, Helloween, Frei.Wild, Onkel Tom

- Sonntag, 21. Juni 2015: Sepp Messner Windschnur

### 2016
Am Donnerstag wurde das Fußballspiel Deutschland – Polen der Fußballeuropameisterschaft 2016 gezeigt.
- Mittwoch, 15. Juni 2016 (Warm-up-Party): Bad Jokers, Die jungen Puschtra, Justice
- Donnerstag, 16. Juni 2016:
  - Flair Stage: Hopscotch, Heldmaschine
  - Alpen Stage: 9mm, Megaherz, Fiddlers Green, Doro, Amon Amarth, Sitting Bull
- Freitag, 17. Juni 2016:
  - Flair Stage: Timmel Truck, Escandalos, Imbus
  - Alpen Stage: Männer der Berge, Die Dorfrocker, Nockalm Quintett, Wildecker Herzbuben, Münchner Freiheit, Mickie Krause, Saxon
- Samstag, 18. Juni 2016:
  - Flair Stage: Stunde Null, Sündflut, Goitzsche Front
  - Alpen Stage: Motorjesus, Exilia, J.B.O., Nena, Jason, Frei.Wild, Dirty Deeds
  - Alpenhöhle II: DJ Martino Senzao

### 2017
- Mittwoch, 21. Juni 2017 (Warm-Up-Party): Bad Jokers, Giorgia & The Flying Minds
- Donnerstag, 22. Juni 2017:
  - Flair Stage: Artefuckt, Tuxedoo
  - Alpen Stage: Marc Pircher, Hannah, Voxxclub, Kärbholz, Hämatom, Unantastbar
- Freitag, 23. Juni 2017:
  - Flair Stage: Arktis, Gringo Bavarian, Lustfinger
  - Alpen Stage: Combichrist, Troglauer Buam, Truck Stop, Subway to Sally, D-A-D, Anthrax
  - Alpenhöhle: Tim Toupet, DJ Ivan Fillini
- Samstag, 24. Juni 2017:
  - Flair Stage: The Aviary, Wildbach, Gorilla Monsoon
- Alpen Stage: Nitrogods, Bad Omens, Hardcore Superstars, Schürzenjäger, Sepultura, Frei.Wild

### 2018
- Donnerstag, 21. Juni 2018:
  - Flair Stage: Grenzenlos, Stepfather Fred, Alles mit Stil
  - Alpen Stage: King Kongs Deoroller, Edlseer, Goitzsche Front, Die jungen Zillertaler, Baroness, Volbeat
  - Alpenhöhle: Evil Jared, DJ Ivan Fillini
- Freitag, 22. Juni 2018:
  - Flair Stage: Tiwi Tiroler Wind, Stunde Null, Juno 17
  - Alpen Stage: BRDigung, Kissin’ Dynamite, Powerkryner, Mia Julia, Musikkappelle Schabs, hr Ben Zucker, Eisbrecher
  - Alpenhöhle: Olaf Henning, DJ Ivan Fillini
- Samstag, 23. Juni 2018
  - Flair Stage Sündflut, Wiens No.1
  - Alpen Stage: Rockwasser, Jason, Ost+Front, Kastelruther Spatzen, Black Stone Cherry, Frei.Wild
  - Alpenhöhle: Olaf Henning, DJ Ivan Fillini

### 2019
- Donnerstag, 20. Juni 2019:
  - Flair Stage: Neurotox, Grim God, Local Bastards
  - Alpen Stage: Hangar X, Amigos, Equilibrium, Bad Wolves, Three Days Grace, In Flames
- Freitag, 21. Juni 2019:
  - Flair Stage:  13:00 Uhr Nashville,  Alight, The O’Reillys and the Paddyhats
  - Alpen Stage: GrenzenLos, Dorfrocker, Kärbholz, Lacuna Coil, Ugly Kid Joe, Ben Zucker, Mickie Krause
  - Flair Stage (Late Night Special): Stunde Null
- Samstag, 22. Juni 2019:
  - Flair Stage: Lagerstein, Harpyie, Rise of Voltage
  - Alpen Stage: Eizbrand, Alles mit Stil, Artefuckt, Troglauer Buam, Powerwolf,  Frei.Wild

### 2020 und 2021
Auf Grund der COVID-19-Pandemie in Italien entfielen beide Veranstaltungen.

### 2022
- Donnerstag, 23. Juni 2022:
  - Flair Stage: Maerzfeld, Erdling, Leidbild
  - Alpen Stage Axxis Bonfire[15], Die Draufgänger, Gloryhammer, Subway to Sally, Airbourne, Unantastbar
- Freitag, 24. Juni 2022:
  - Flair Stage: Brandgefährlich, William T, Ochmoneks, Bad Jokers
  - Alpen Stage: Viva, Ohrenfeindt, Die Schlagerpiloten, Kastelruther Spatzen, Artefuckt, The BossHoss, Mia Julia
- Samstag, 25. Juni 2022:
- Flair Stage: Rammelhof, Schlussakkord, Willkuer
  - Alpen Stage: Rockwasser, Motorjesus, Truck Stop, Mainfelt, Brdigung, Stahlzeit, Frei.Wild

### 2023

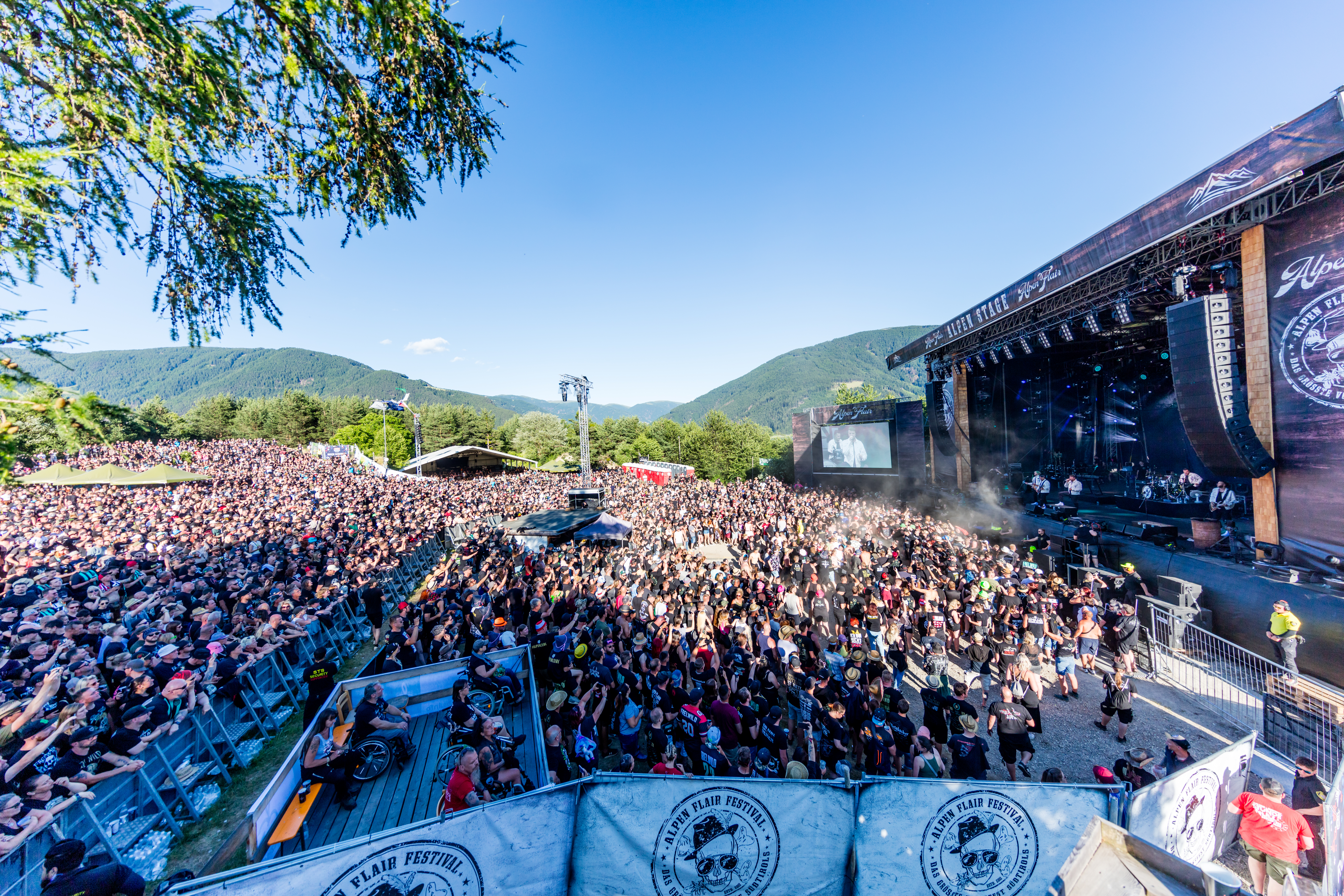
Blick auf die Alpen Stage (2023)

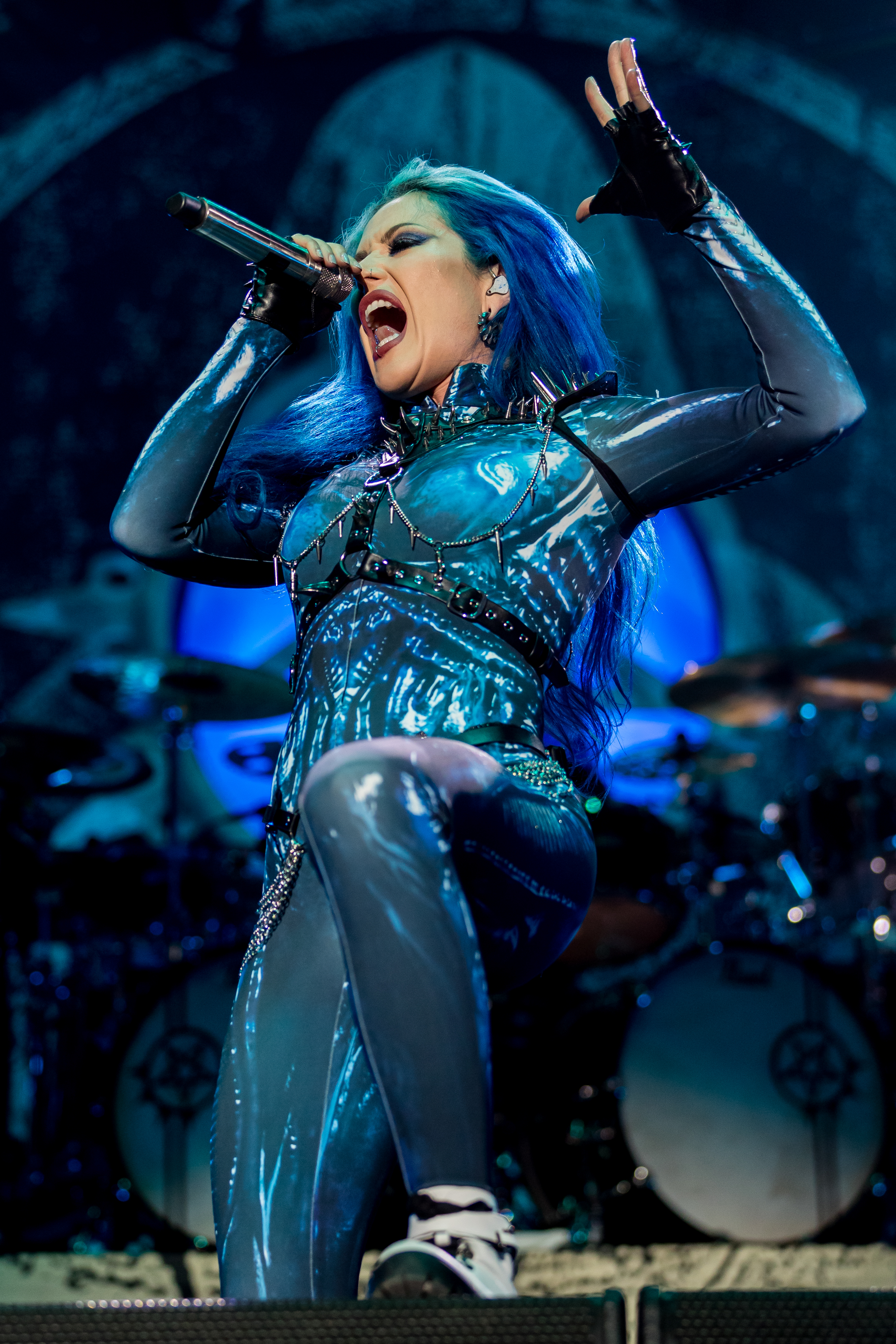
Arch Enemy auf der Alpen Stage (2023)

Es handelte sich um die 10. Ausgabe des Festivals. Nachdem Axxis 2022 kurzfristig absagen mussten, konnten sie ihren Auftritt 2023 nachholen.
- Donnerstag, 22. Juni 2023:
  - Flair Stage: ErnstFall, Soulbound, Todsünde
  - Alpen Stage: Local Bastards, Amigos & Daniela, Goitzsche Front, Three Days Grace, Bullet for My Valentine, Sitting Bulls
- Freitag, 23. Juni 2023:
  - Flair Stage: Poligam, Doppelbock, King Kongs Deoroller
  - Alpen Stage: Grenzenlos, Mammoth WVH, Monster Magnet, Kissin’ Dynamite, Alter Bridge, Dirty Deeds
- Samstag, 24. Juni 2023:
  - Flair Stage: Mantikor, Versus, Wiens No.1
  - Alpen Stage: Axxis, Ost+Front, Stunde Null, Grave Digger, Arch Enemy,  Frei.Wild

### 2024

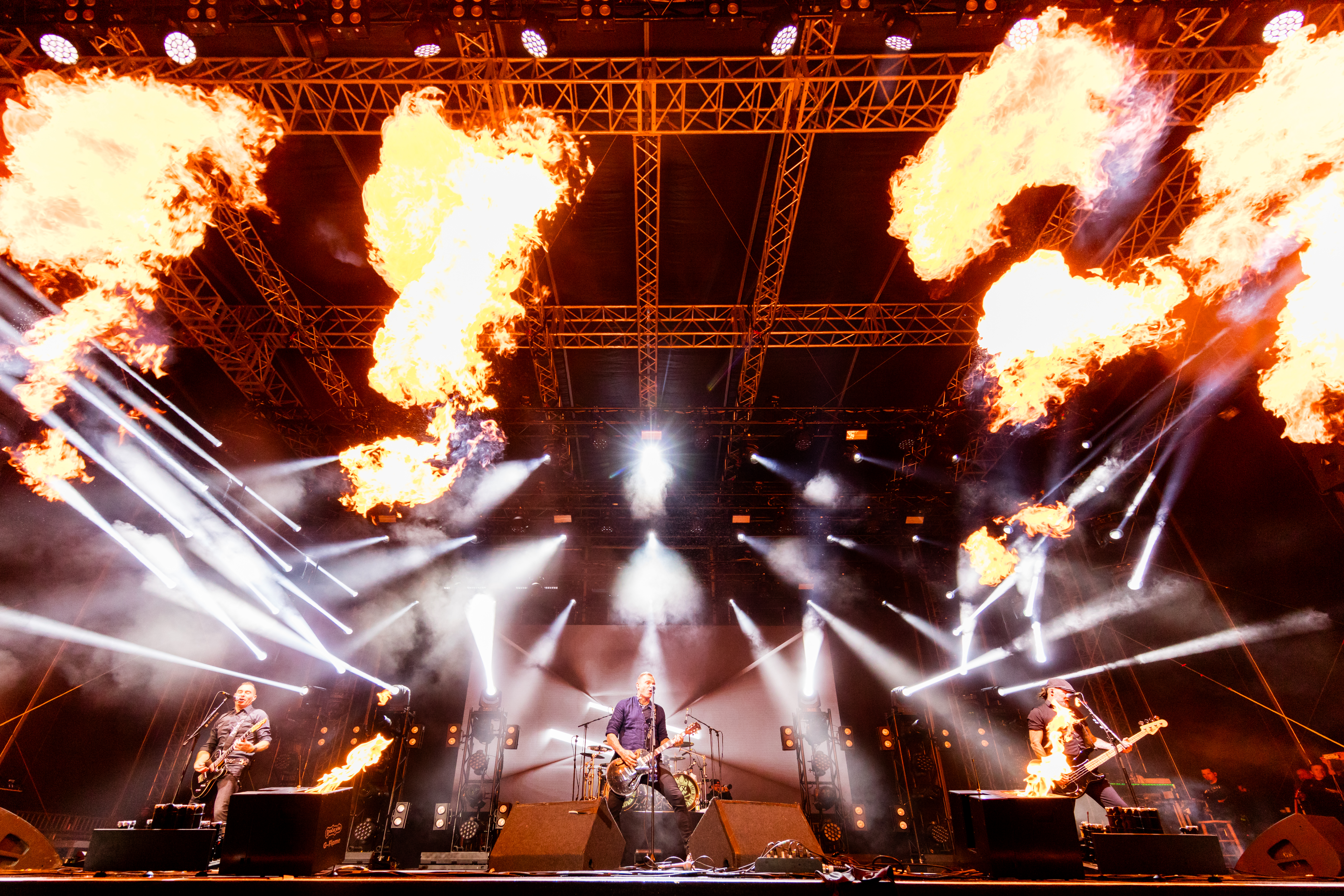
Frei.Wild 2024

Erstmals in der Geschichte des Festivals musste auf Grund der Wetterlage das Festival am Freitag evakuiert werden. Die Evakuierung erfolgte kurz vor dem Auftritt von The Interrupters, der entfallen musste. Das festival konnte jedoch am Samstag fortgesetzt werden.
- Donnerstag, 20. Juni 2024:

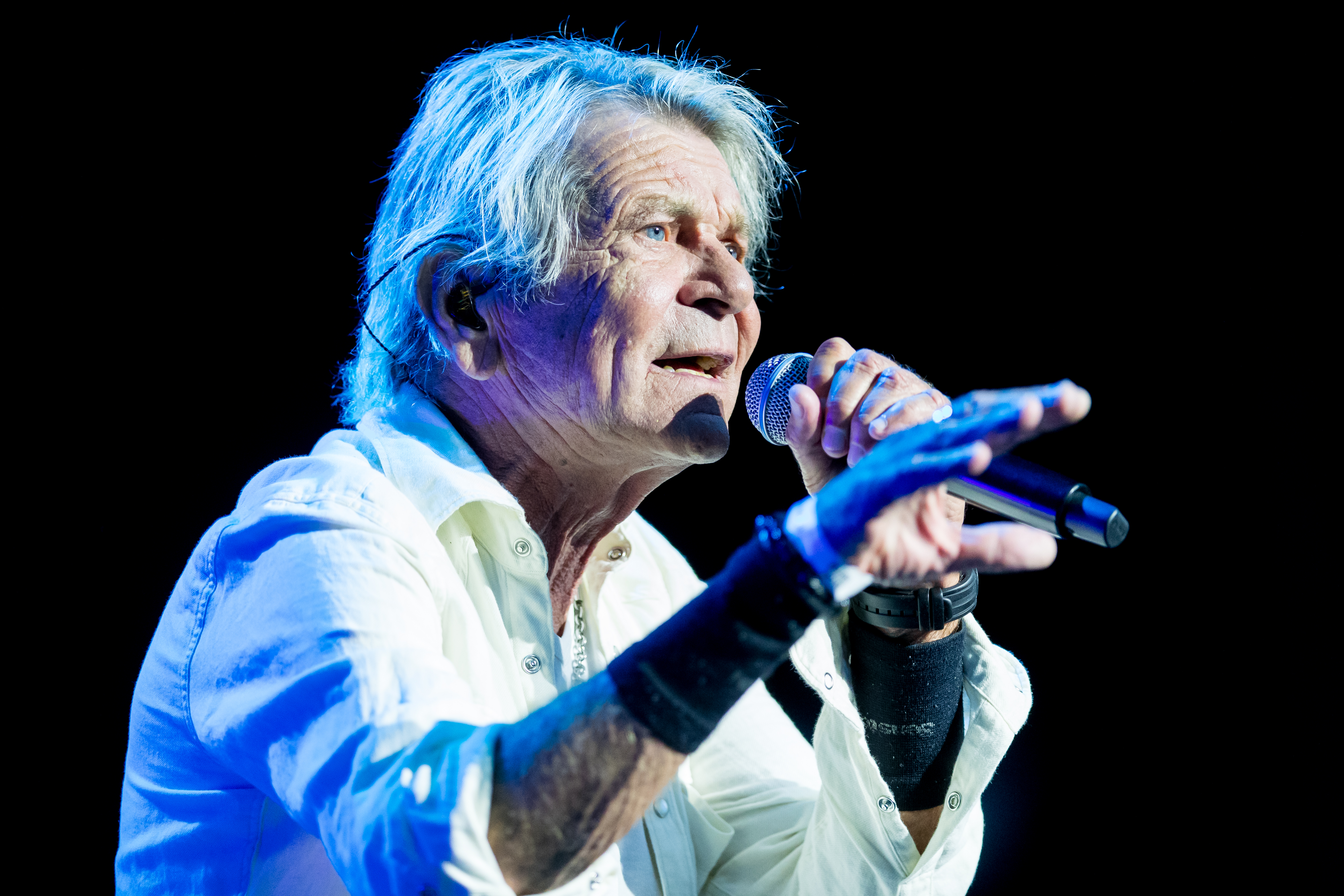
Matthias Reim auf dem Alpen Flair 2024

  - Flair Stage: Söhne Tirols, Unbelehrt
  - Alpen Stage: 9MM Headshot, Dorfrocker, Ikke Hüftgold, Danko Jones, Fäaschtbänkler, Architects
- Freitag, 21. Juni 2024:
  - Flair Stage: 68Fl:oz, Chaos Messerschmitt
  - Alpen Stage: Ochmoneks, April Art, Melissa Naschenweng, Black Stone Cherry, Matthias Reim, The Interrupters
- Samstag, 22. Juni 2024:
  - Flair Stage: Neurotox, Morgenrot
  - Alpen Flair: Willkuer, Stahlmann, Artefuckt, Kärbholz, Kastelruther Spatzen, Frei.Wild

### 2025
2025 erreichte das Festival erneut 40.000 Besucher. Es handelte sich außerdem um die einzige Show von Frei.Wild im Jahr 2025.
- Donnerstag, 19. Juni 2025:
  - Flair Stage: Elbrebellen, Elli Berlin
  - Alpen Stage: John Diva, Eizbrand, Thundermother, Schürzenjäger, HBz, Tream
- Freitag, 20. Juni 2025:
  - Flair Stage: Lustfinger, Wiens No.1
  - Alpen Stage: Anja Bavaria, Troglauer, Nino de Angelo, Alexander Eder, Nothing More, Stahlzeit
- Samstag, 21. Juni 2025:
  - Flair Stage: Lost Obsession, 33RPM
  - Alpen Stage: Stunde Null, Grenzenlos, Letzte Instanz, Brdigung, Krawallbrüder, Frei.Wild